# Cryobot

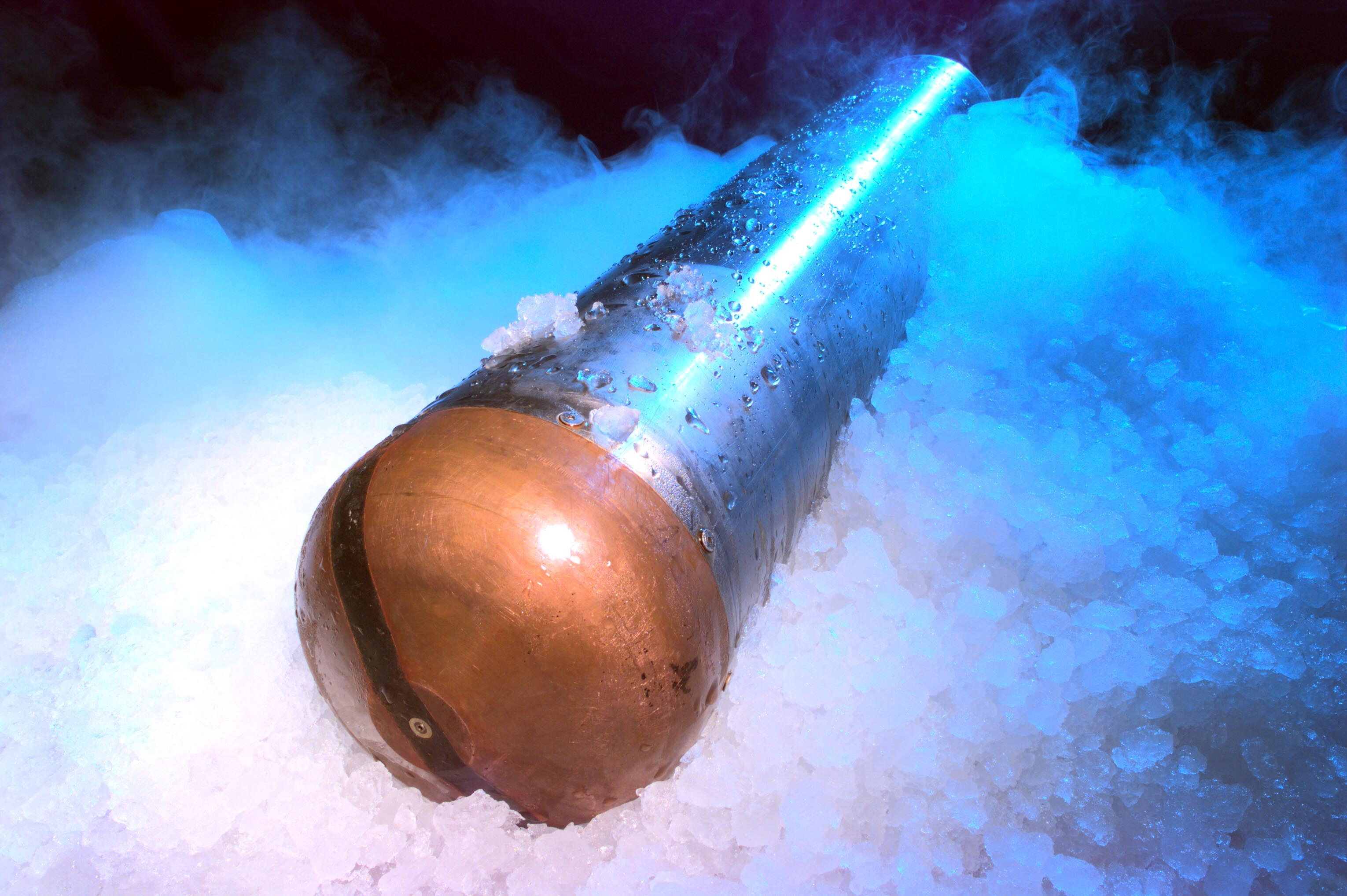
Cryobot prototyp.

Cryobot är en obemannad farkost som används i och under is. En värmekälla gör det möjligt för cryoboten att smälta sig ner genom isen. Farkosten kan användas för forskning under polarisar och en tänkbar användning är utforskandet av istäckta himlakroppar såsom Jupiters måne Europa.